# Sunderlandgletsjer
De Sunderlandgletsjer is een gletsjer in Nationaal park Noordoost-Groenland in het oosten van Groenland. 

## Geografie
De gletsjer ligt met een bocht in het landschap. Het ontspringt in het noordwesten en gaat in zuidoostelijke richting, vervolgens maakt het een bocht richting het noordoosten. In het noordoost gaande deel ontspringt er een tak richting het zuiden. De hoofdtak van de gletsjer heeft een lengte van ruim vijftien kilometer. 
Vanuit het noordoosten komt de Hastingsgletsjer uit op het noordoostelijke uiteinde van de gletsjer. Omdat het omliggende terrein beduidend hoger ligt kunnen beide gletsjers niet verder en botsen ze op elkaar.
Op ongeveer tien kilometer naar het noorden ligt de Suzannegletsjer, meer dan tien kilometer naar het noordoosten ligt de Britanniagletsjer, ongeveer 40 kilometer oostelijker ligt de grote Storstrømmengletsjer en ongeveer tien kilometer naar het zuiden ligt de Admiraltygletsjer.